# Загумённов, Виктор Аркадьевич
Виктор Аркадьевич Загумённов (19 октября 1952, село Фёдоровка Самарской области — 9 сентября 2020, Москва, Россия) — советский и российский фотожурналист. Член Союза журналистов СССР с 1981 года. Член Союза фотохудожников России с 2006 года. Дважды лауреат премии World Press Photo (1980, 1982). Автор и составитель иллюстраций для энциклопедии «Арктика — мой дом». Участник более 100 выставок в России и за рубежом.

## Биография
Родился 19 октября 1952 года в селе Фёдоровка Ставропольского района Куйбышевской области (в настоящее время Самарская область). Учился в школе № 1 г. Североморска. Состоял в комсомоле с 1966 года. Служил в разведывательной авиации Северного флота по специальности фотолаборант, фотограмметрист-дешифровщик (1970—1972). С 1972 по 1978 год учился в МГУ им. Ломоносова по специальности фотожурналистика.
С 1978 по 1981 год — фотокорреспондент Агентства печати «Новости». С 1981 по 1983 год — преподаватель факультета фото-видео искусства Заочного народного университета искусств.
Фотокорреспондент журнала «Советский музей» (1983—1984). С 1984 по 1991 год — фотокорреспондент Союза советских обществ дружбы и культурной связи с зарубежными странами. Фотокорреспондент журнала «Северные просторы» (1991—1993), еженедельника «Граница России» (1994—1995), газеты «Русский дегустатор» (2000—2007).
Ведущий специалист пресс-центра Госкомсевера РФ (1993—1994), Заведующий отделом иллюстраций издательства «Дороги» (1996—2000), Заместитель главного редактора журнала «Реальная экономика» (2007).

## Награды

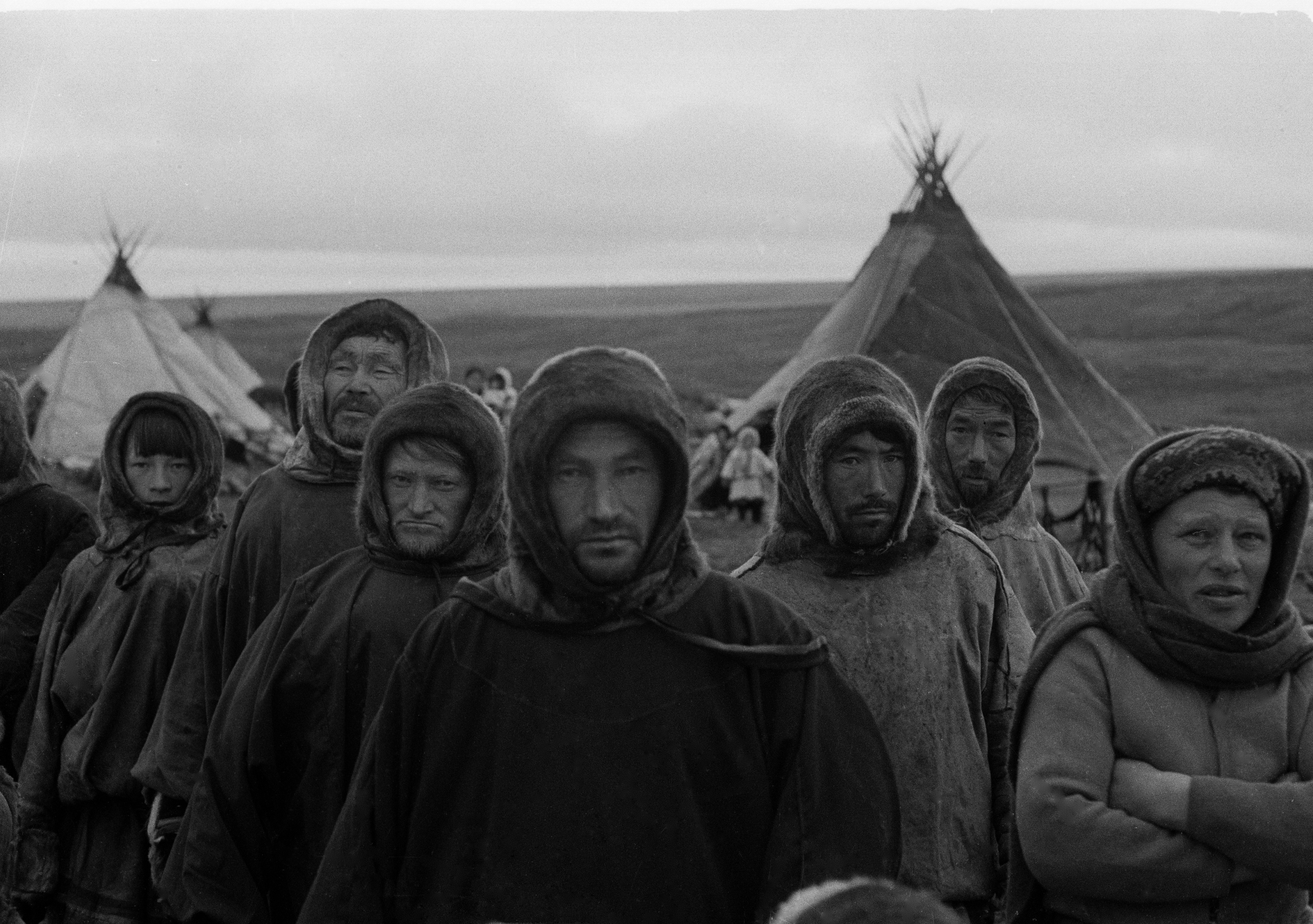
Виктор Загумённов. Оленеводы Севера. Премия World Press Photo 1980

- 1979 — 3-я премия конкурса «Фото года»-79 журнала Советское фото[9][10].
- 1980 — Вторая премия World Press Photo[3].
- 1982 — Третья премия World Press Photo[4].
- 1982 — Золотая медаль фотосалона «Голден» Дания.
- 1982 — Золотая медаль фотосалона «Витковице». Чехословакия.
- 1982 — Серебряная медаль Всесоюзного конкурса «СССР-60». Эстония.
- 1982 — Бронзовая медаль и почетный диплом фотоконкурса «УЗВАРА». Латвия.
- 1983 — 1-я премия и почетный диплом фотоконкурса «Звезда моряка». Мурманск.
- 1983 — Медаль участника фотосалона «РЕУС». Испания.
- 2006 — Лауреат конкурса «Почта России: вчера, сегодня, завтра»[11].
- 2009 — Премия «Лучший фотограф 2009»[12].
- 2011 — 2-я и 3-я премии фотоконкурса «Москва и москвичи».

## Выставки

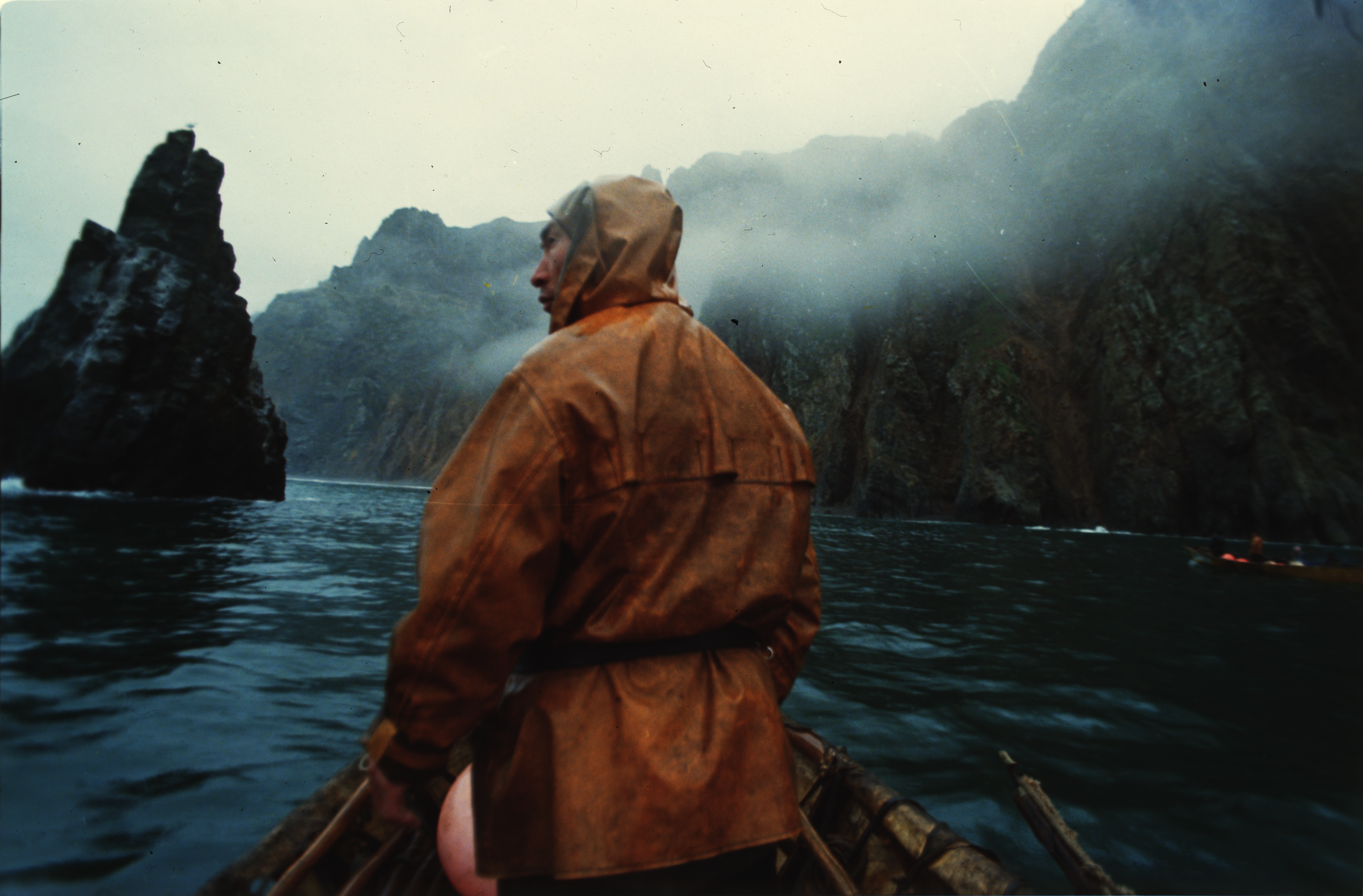
Виктор Загумённов. Охота на моржа. Премия World Press Photo 1982

- 1981 год — Редакция журнала «Советское фото» (Москва).
- 1983 год — «Народы Севера». Дворец Культуры моряков (Клайпеда, Литва).
- 1984 год — Дворец Культуры текстильщиков (Тирасполь, Молдавия).
- 1985 год — Выставка «Народы Севера», посвященная 1-му съезду коренных и малочисленных народов Севера и Сибири. Колонный Зал Дома Союзов (Москва).
- 1985 год — Выставка — творческий отчёт. Дирекция международных фотовыставок ССОД (Москва).
- 1986 год — «Страна и люди» (Тунис).
- 1986 год — «Страна и люди» (Танжер, Рабат, Марокко).
- 1988 год — «Избранное». Молодёжный культурный центр (Улан-Батор, Монголия).
- 1990 год — «Северная цивилизация на границе тысячелетий», «Народы Севера» (Москва).
- 1991 год — «Мой Север». Персональная экспозиция. Весенняя выставка Итальянской Швейцарии «Примэкспо» (Лугано, Швейцария).
- 1991 год — «Золото Адыгеи». Музей Археологии (Локарно, Швейцария).
- 1991 год — Персональная экспозиция (Лугано, Швейцария).
- 1991 год — Выставка в Доме Дружбы к 750-летию Швейцарской Конфедерации.
- 1992 год — «Народы Севера». Международный Арктический Центр. (Рованиеми, Финляндия).
- 1994 год — «Избранное». Центральный Дом журналистов (Москва).
- 1997 год — «Дороги России». Выставка, посвященная 250-летию дорожной службы. Федеральная дорожная служба России (Москва).
- 1999 год — Выставка, посвященная юбилею журнала «Северные просторы». Центральный дом журналиста (Москва).
- 2000 год — «Народы Севера на границе тысячелетий». Музей революции (Музей современной истории) (Москва).
- 2000 год — «Арктика — мой дом» (Энемонзо, Италия).
- 2001 год — «Арктика — мой дом» (Джемона, Италия).
- 2004 год — «Мой дом — Арктика. Избранные фотографии северной коллекции». Медиа-центр газеты «Известия».
- 2007 год — «Из альбома фотографа». Главархив (Москва).
- 2012 год — «Горизонты Виктора Загумённова». Фотоцентр Союза журналистов (Москва)[13].
- 2012 год — «Страна и люди». Галерея «Измайлово» (Москва).
- 2013 год — «Сибирь глазами русских фотографов»[14]. Katzen Arts Center, Вашингтон.
- 2016 год — Персональная фотовыставка «ЯМАЛ 70-Х»[15]. Салехард.
- 2019 год — Персональная выставка «Страна и Люди». Москва, Тургеневская библиотека-читальня. Проект фонда «Московские энциклопедии».